# Everest (restaurant)
Pour les articles homonymes, voir Everest (homonymie).
 (août 2021).
L'Everest est un ancien restaurant français autrefois situé à Chicago, dirigé par Jean Joho pendant 35 ans. Ouvert en octobre 1986, il se situait au 40e étage du 425 South Financial Place, et était spécialisé dans la cuisine alsacienne. Le restaurant détenait une étoile au guide Michelin.
Le restaurant ferme en 2020, en pleine période de pandémie de Covid-19, bien que la pandémie ne soit pas la cause de sa fermeture.